# 达斯汀·马丁

达斯汀·马丁（Dustin Martin，1991年6月26日—）是一名职业澳式足球运动员，效力于澳大利亚澳式足球联盟（AFL）的里士满足球俱乐部。马丁在2009年AFL全国选秀中以第三顺位被里士满选中，并在2010赛季首轮首次亮相。他曾获得2010年AFL新星奖提名，但因曾被停赛无缘获奖。
马丁在 2016 年作为里士满俱乐部的最佳球员赢得了杰克·戴尔奖章，并首次入选AFL全澳最佳阵容。迄今为止，马丁已赢得三次AFL冠军、两次杰克·戴尔奖章、四次入选AFL全澳最佳阵容、其他一些个人荣誉，以及多项重要的当场最佳球员奖项。在他的获得AFL总冠军的三个赛季里，他每年都获得了授予总决赛最佳球员的诺姆·史密斯奖章（马丁是唯一一位三次获得该奖章的球员）和授予季后赛最佳球员的加利·艾尔斯奖。
2017年，马丁打出了被AFL传奇球星雷·马修斯（Leigh Matthews）称为“VFL/AFL 有史以来最伟大的个人赛季”的表现。尽管当时人们对他的职业生涯不断猜测，在这个赛季，马丁还是以创纪录的36票赢得了联盟的最高个人荣誉布朗洛奖章，以及当季AFL总冠军，并在总决赛中赢得授予当场最佳表现球员的诺姆·史密斯奖章。他成为了第一个在单个赛季同时赢得这三项奖章的球员。他还赢得了许多其他荣誉，包括利·马修斯奖杯、AFLCA年度冠军球员奖和他的另一个杰克·戴尔奖章。
2024年8月6日，马丁宣布退役。
1. ↑  .   [2024-08-08]. （原始内容存档于2024-08-24）.